# Janusz Narzyński
Janusz Narzyński (14. března 1928, Varšava, Polsko – 14. března 2020 tamtéž) byl polský luterský duchovní, biskup a vysokoškolský učitel.
Úřad biskupa Evangelicko-augsburské církve v Polsku zastával v letech 1975–1991. V letech 1983–1986 byl předsedou Polské ekumenické rady (Polska Rada Ekumeniczna).
Roku 1989 se v období politické krize účastnil jako pozorovatel porad Polského kulatého stolu.
Byl ženat s Barbarou Enholc-Narzyńskou (1931-2019).